# Margarethe Faas-Hardegger
Margarethe Faas-Hardegger (Bern, 20 februari 1882 – Minusio, 23 september 1963) was een Zwitsers syndicaliste, feministe en antimilitariste.

## Biografie
Margarethe Faas-Hardegger was een dochter van Andreas Gottlieb Hardegger, een telegrafist, en van Anna-Susanne Blank, een vroedvrouw. Ze huwde tweemaal, een eerste keer met August Faas en een tweede keer met Hans Brunner. Op verzoek van haar ouders volgde ze eerst een opleiding tot telegrafiste. Met de steun van haar latere eerste echtgenoot zou ze echter rechten gaan studeren aan de Universiteit van Bern.
Eind 1903 was ze een van de mede-oprichtsters van de Berner Textilarbeiterverein. In 1905, na haar huwelijk met August Faas en de geboorte van hun twee kinderen, werd ze actief binnen de Zwitserse Federatie van Vakverenigingen. Ze roerde zich in het syndicale leven door de oprichting van verschillende vakbondsafdelingen, consumentencoöperaties, vrouwenbladen zoals Die Vorkämpferin et L'Exploitée, en bepleitte de invoering van een moederschapsverzekering en het vrouwenstemrecht in Zwitserland. Als fervent syndicaliste en antimilitariste zorgden meningsverschillen over de organisatie van het werk en de politieke oriëntatie van de Zwitserse Federatie van Vakverenigingen ervoor dat ze in 1909 haar werk bij deze vakbond verloor.
In 1908 richtte Faas-Hardegger samen met de Duitser Gustav Landauer de Sozalistischer Bund op en legde zich toe op haar blad Der Sozialist. Meningsverschillen over vrije liefde en vrouwenrechten leidden echter tot een breuk tussen beide, waarna Landauer haar ontzette uit haar functies bij de Sozalistischer Bund. Het voorwendsel voor dit ontslag was haar veroordeling in 1913 voor het plegen van meineed ten voordele van anarchist Ernst Frick. In 1915 werd Faas-Hardegger veroordeeld tot een gevangenisstraf van 1 jaar omdat ze had geholpen bij een abortus. In 1919 richtte ze een eerste landbouwersgemeenschap op in Herrliberg en in 1920 de kolonie Villino Graziella in Minusio. De armoede onder de gemeenschapsleden en interne verdeeldheid deden deze projecten echter mislukken.